# Девочка на джипе
"Девочка на джипе" - российский короткометражный фильм в жанре драма режиссера Алексея Зуева, вышедший в 2019 году. В главных ролях — Михаил Жигалов и Вера Романова.
Фильм рассказывает историю провинциального учителя на пенсии, который спасает девушку от разъяренных бандитов.

## Сюжет
Фильм "Девочка на джипе" рассказывает историю Андрея Петровича Бакланова, провинциального учителя на пенсии, чья жизнь кажется пустой и однообразной. Всё меняется, когда однажды ночью к его машине стучится девушка по имени Женя, спасающаяся от преследования бандитов. Женя просит Андрея Петровича о помощи, и, несмотря на его первоначальные сомнения, он решает помочь ей.
Женя рассказывает, что за ней гонятся бандиты, а её джип застрял в овраге. Андрей Петрович, несмотря на свой возраст и сомнения, решает помочь девушке. Он прячет её под своей лодкой, когда бандиты подъезжают к его машине. Андрей Петрович хитростью отвлекает их, и бандиты, не найдя Женю, уезжают.
После ухода бандитов Андрей Петрович и Женя начинают спорить. Женя рассказывает, что она и её мама занимаются честным бизнесом, помогая российскому селу выбраться из нищеты, но местные бандиты хотят отобрать их бизнес. Андрей Петрович скептически относится к её словам, но всё же решает помочь ей вытащить джип.
В процессе их совместных усилий выясняется, что Женя — внучка Марины Ивановны Баклановой, с которой Андрей Петрович когда-то работал в одной школе. Это открытие делает их взаимоотношения более личными и эмоциональными.
Когда бандиты возвращаются, Андрей Петрович и Женя снова прячутся под лодкой. Андрей Петрович решает отвезти Женю на лодке в безопасное место, и в этот момент между ними возникает особая связь. Андрей Петрович называет Женю "Жалечка", что трогает девушку, так как так её называют только мама и бабушка.
Фильм заканчивается на оптимистичной ноте, показывая, как Андрей Петрович обретает смысл жизни, помогая Жене, и как их случайная встреча меняет судьбы обоих.

## В ролях
| Актёр             | Роль      |
| ----------------- | --------- |
| Михаил Жигалов    | Бакланов  |
| Вера Романова     | Женя      |
| Одиссей Кюльбяков | Вежливый  |
| Алексей Васильев  | Стриженый |
| Геворг Мартиросян | Бородатый |

## Реакция
Фильм "Девочка на Джипе" стал победителем на фестивале "Хрустальный источник" в 2019 году